# Callionima falcifera
Espèce
Callionima falcifera est une espèce d'insectes lépidoptères (papillons) de la famille des Sphingidae, sous-famille des Macroglossinae, et du genre Callionima.

## Description
L'imago
L' envergure est de 68-73 mm. Le sommet de l' aile antérieure est extrêmement pointue et falciformes. Le dessus de l' aile antérieure est très  similaire à celui de Callionima parce.

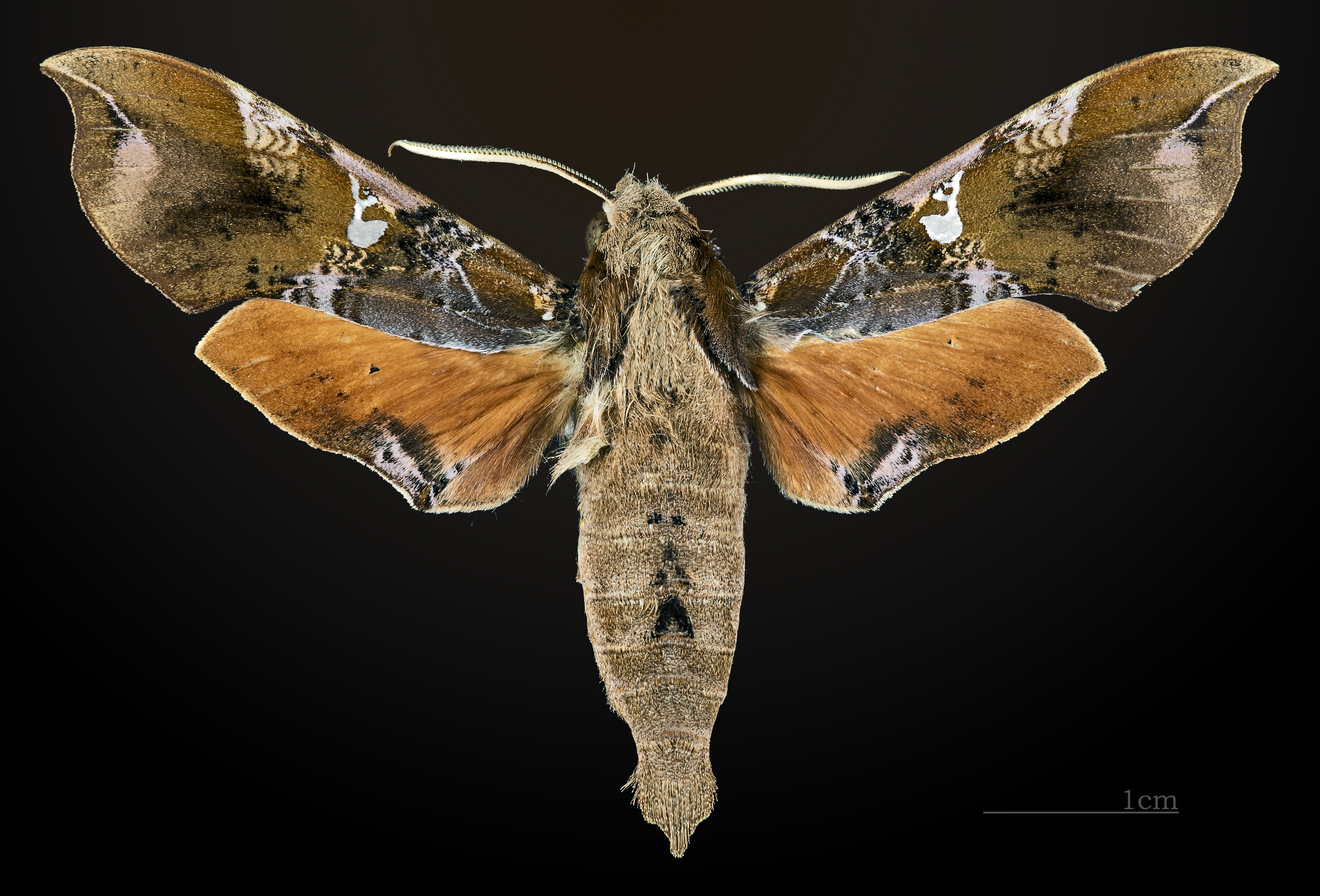
Face dorsale du mâle MHNT
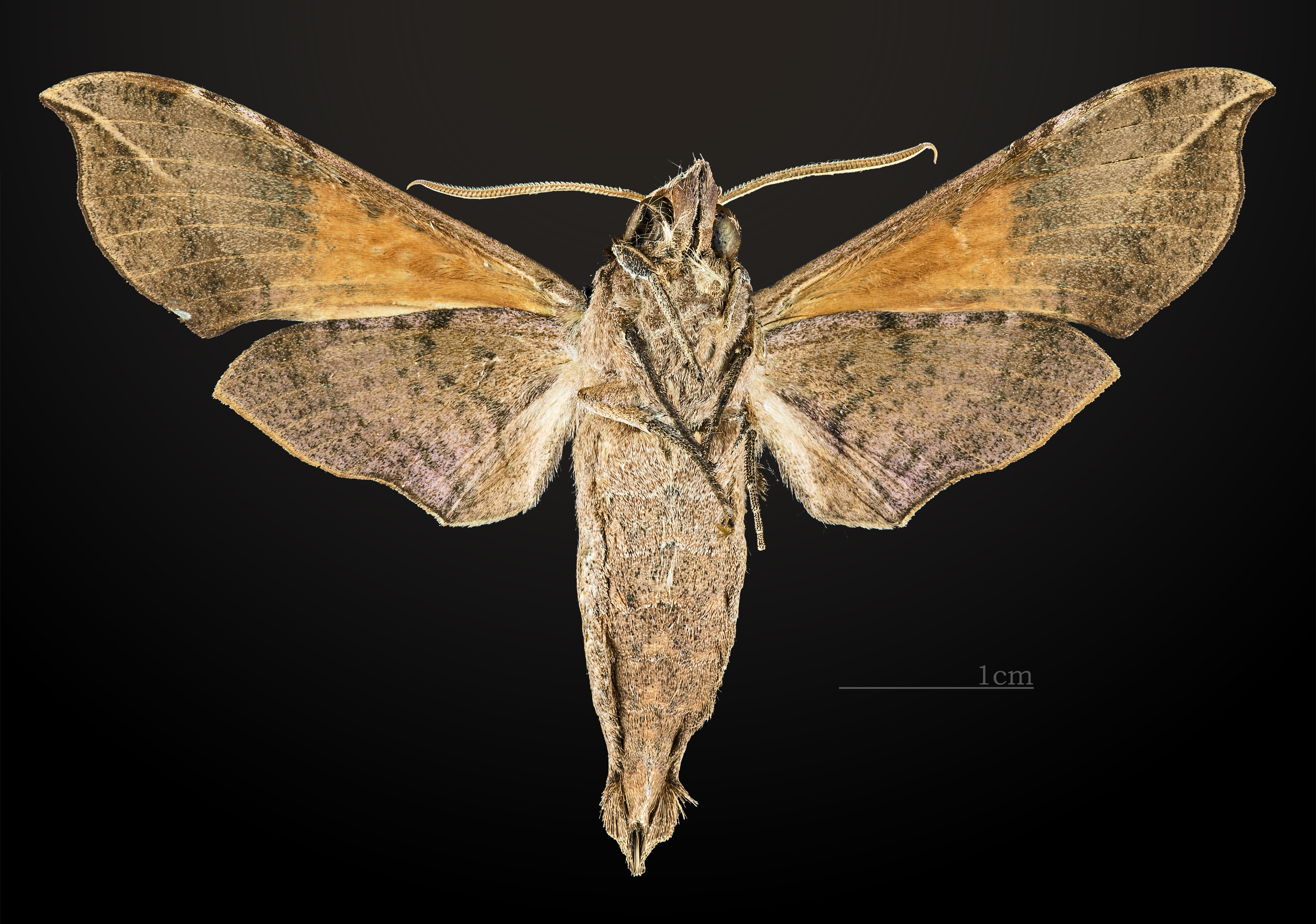
Revers du mâle MHNT
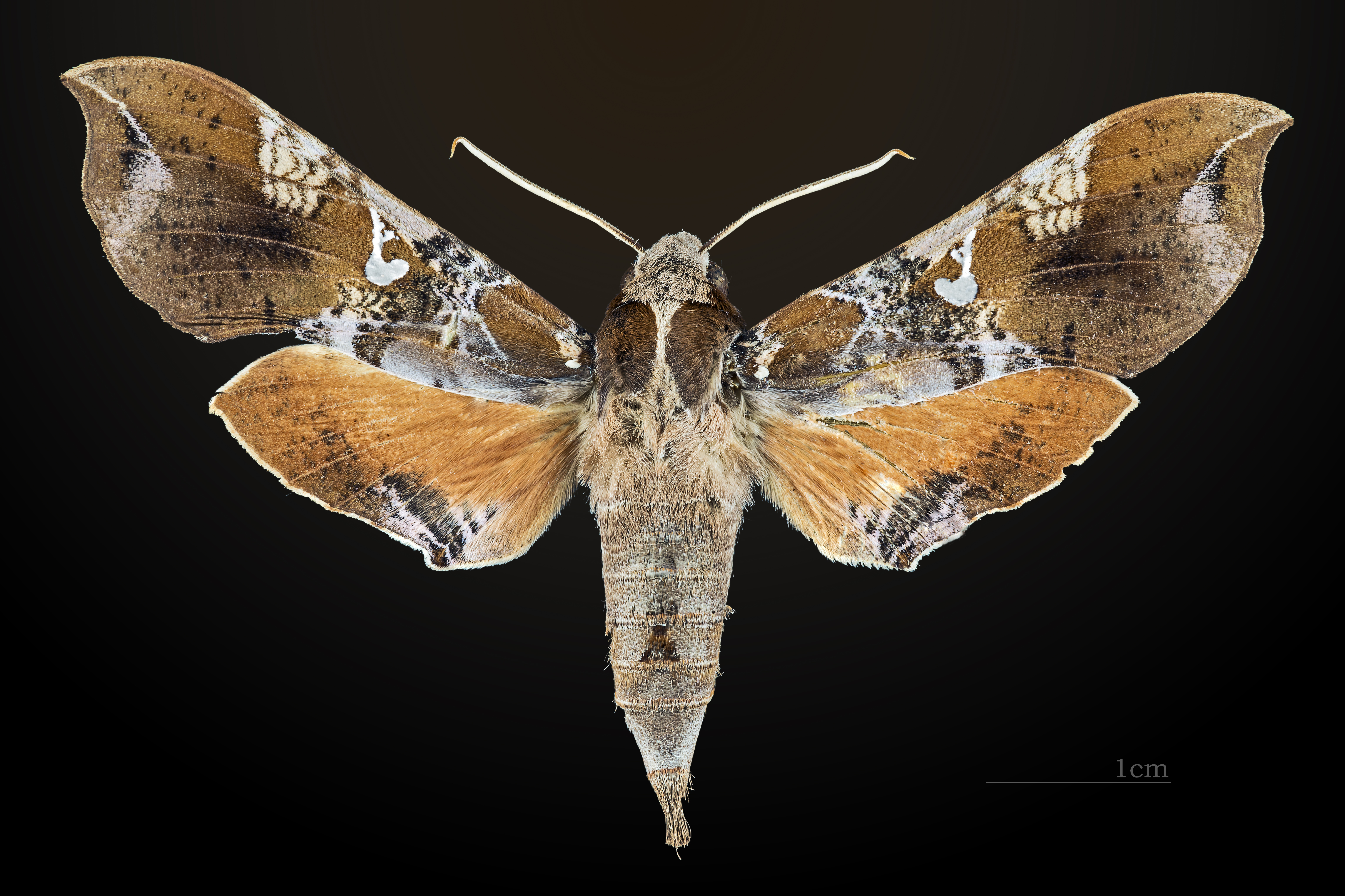
Face dorsale de la femelle MHNT
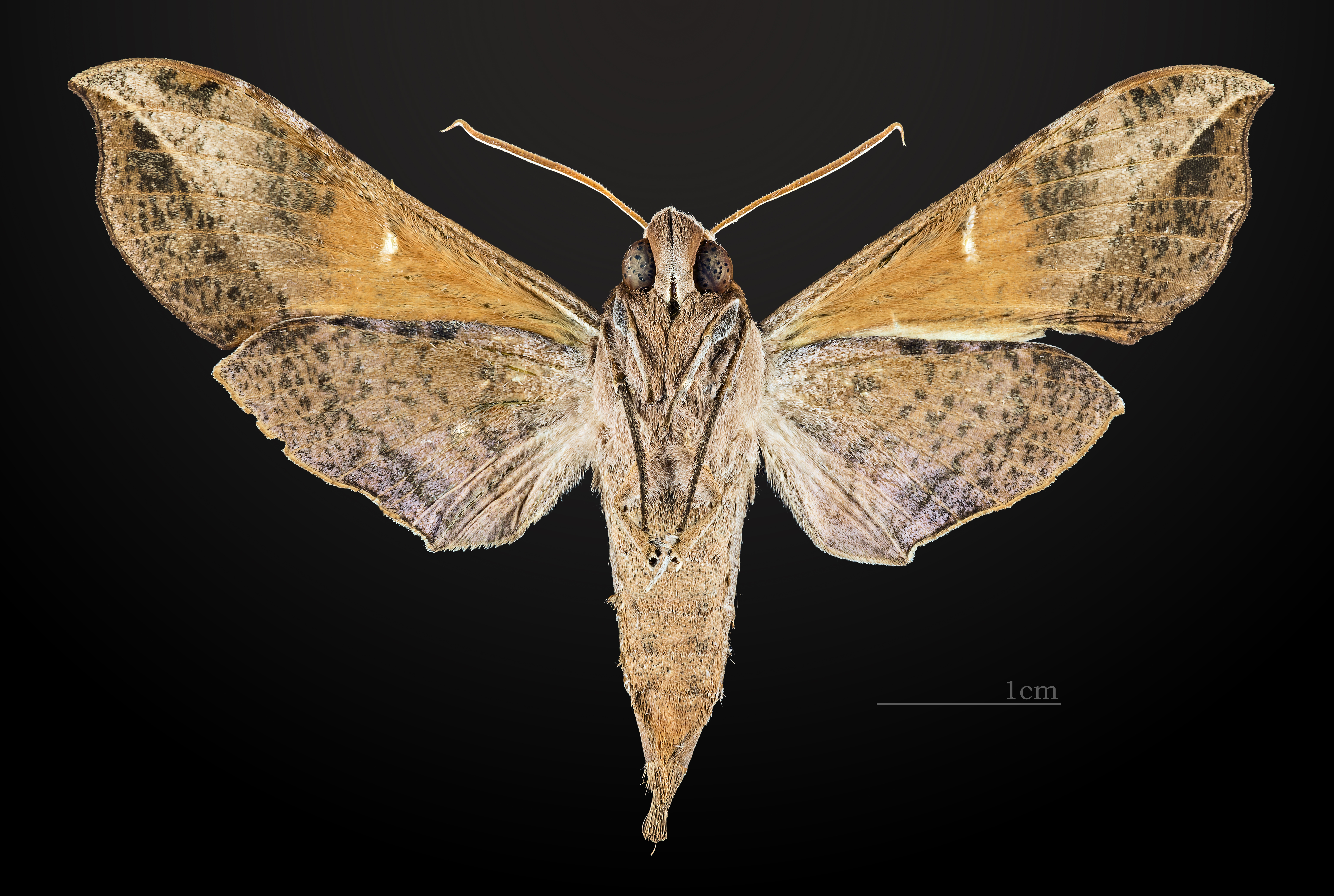
Revers de la femelle MHNT

La chenille
De couleur vert brillant, avec une tête fortement aplatie. La corne caudale est courte, épaisse et vert clair.
la chrysalide
Les chenilles se nymphosent dans les couches superficielles de la litière.

## Biologie
- Les chenilles se nourrissent sur Stemmadenia obovata et probablement d'autres espèces de Apocynaceae.
- Au Costa Rica , les adultes volent tous les mois de l'année.

## Répartition et habitat
Répartition
Elle se rencontre au nord dans le sud des États-Unis (Californie du Sud, Arizona, et Floride).  Au sud  au Mexique, Belize, Nicaragua,au  Costa Rica et de la Jamaïque , au  Venezuela.

## Systématique
- L'espèce  Callionima falcifera a été décrite par l'entomologiste Bruno Gehlen (1871-1951), sous le nom initial de Hemeroplanes falcifera[1]
- La localité type est Zacualpan, Mexique.

### Synonymie
- Hemeroplanes falcifera Gehlen, 1943 Protonyme
- Hemeroplanes jamaicensis Cary, 1951
- Hemeroplanes falcifera f. elainae Neidhoefer, 1968

### Taxinomie
Liste des sous-espèces
- Callionima falcifera falcifera (Gehlen, 1943)
- Callionima falcifera guaycura (Cary, 1963)[2]

La localité type est : Hotel Guaycura, La Paz, Baja California Sur.